# Gunnarskog
Gunnarskog (vars centrala del även kallas Stommen) är en tätort i Gunnarskogs distrikt i Arvika kommun, Värmlands län och kyrkbyn i Gunnarskogs socken. Gunnarskog ligger vid sjön Gunnerns nordliga ände.
I Gunnarskog finns bland annat Gunnarskogs kyrka, villaområden, grundskolan Järvenskolan (förskoleklass till årskurs 6) samt viss annan kommunal service.

## Befolkningsutveckling
| Befolkningsutvecklingen i Gunnarskog 1965–2020 | Befolkningsutvecklingen i Gunnarskog 1965–2020 | Befolkningsutvecklingen i Gunnarskog 1965–2020 | Befolkningsutvecklingen i Gunnarskog 1965–2020 | Befolkningsutvecklingen i Gunnarskog 1965–2020 |
| ---------------------------------------------- | ---------------------------------------------- | ---------------------------------------------- | ---------------------------------------------- | ---------------------------------------------- |
|                                                |                                                |                                                |                                                |                                                |
| År                                             |                                                |                                                | Folkmängd                                      | Areal (ha)                                     |
| 1965                                           | 1965                                           |                                                | 205                                            |                                                |
| 1970                                           | 1970                                           |                                                | 266                                            |                                                |
| 1975                                           | 1975                                           |                                                | 272                                            |                                                |
| 1980                                           | 1980                                           |                                                | 306                                            |                                                |
| 1990                                           | 1990                                           |                                                | 328                                            | 79                                             |
| 1995                                           | 1995                                           |                                                | 297                                            | 80                                             |
| 2000                                           | 2000                                           |                                                | 284                                            | 80                                             |
| 2005                                           | 2005                                           |                                                | 280                                            | 80                                             |
| 2010                                           | 2010                                           |                                                | 290                                            | 81                                             |
| 2015                                           | 2015                                           |                                                | 275                                            | 73                                             |
| 2020                                           | 2020                                           |                                                | 264                                            | 74                                             |
| Anm.: Ny tätort 1965                           |                                                |                                                |                                                |                                                |